# Ramona Bădescu (scriitoare)
Ramona Bădescu (n. 8 februarie 1980, România) este o scriitoare de cărți pentru copii în limba franceză. Este cunoscută mai ales pentru seria de cărți care îl are pe Pomelo, elefantul de grădină, ca personaj principal.

## Biografie
La 10 ani a emigrat împreună cu familia în Franța, unde s-a stabilit în sud. A urmat studii de actorie. În 2001 l-a întâlnit pe Benjamin Chaud, ilustrator din școala de artă de la Strassbourg. Împreună au creat un personaj, Pomelo, elefantul de grădină, prima carte fiind publicată în anul 2002 la editura Albin Michel, colecția Jeunesse. Pomelo a inaugurat o adevărată serie.
În paralel, a publicat volume în colaborare cu diferiți ilustratori - Olivier Balez, Aurore Callias, Fanny Dreyer, Delphine Durand, Claire Fräneck, Bruno Gibert, Benoît Guillaume, Candice Hayat, Amélie Jackowiski, Joelle Jolivet, Chiaki Miyamoto, Irene Schoch,  Walid Taher, mai ales la editura Albin Michel, dar și la alte edituri, precum Gallimard, Cambourakis, Les Grandes personnes, Le port a jauni și Hélium. Cărțile ei au fost traduse în arabă, chineză, coreeană, engleză, germană, greacă, italiană, japoneză, norvegiană, spaniolă și suedeză.
În 2015 a scris Tiens!, carte publicată la editura Les Grandes personnes, pentru care a realizat și fotografiile. Din 2016 a început să traducă scrierile proprii în engleză și a devenit traducătoarea cărților ilustrate pentru copii de Judith Kerr în limba franceză.
În 2023 a fost aleasă în selecția de 10 cărți ilustrate pentru copii din Franța, în catalogul „Cărțile ilustrate pentru copii”, proiect al Secțiunii Biblioteci pentru copii și adolescenți sub egida IFLA.

## Premii și recunoaștere
A primit premii și burse în Franța și străinătate, printre care Paris ce livre, Livre en tete, Peter Pan (Olanda) și Premiul Asociației librarilor din Madrid pentru „Pomele crece(Pomelo grandit)" la editura Kokinos (2011). Tot în 2011 New York Times a ales Pomelo grandit pe lista celor 10 Notable Book 2011 care au marcat peisajul editorial și al lecturii în SUA.

## Opera
- Seria Pomelo, ilustrator Benjamin Chaud, Albin Michel Jeunesse (2002-2018)
- Le Père Noël ne passera pas ! (2005), ilustrații de Delphine Durand
- Gros Lapin (2007), ilustrații de Delphine Durand
- Le Bal d'automne (2010), ilustrații de Aurore Callias
- Tristesse et chèvrefeuille (2010), ilustrații de Aurore Callias
- Capitaine Futur et le voyage extraordinaire (2014), ilustrații de Claire Fräneck
- Artie & Moe, pas de sieste aujourd'hui ! - livre-CD, (2014), ilustrații de Amélie Jakowski
- Ce que je peux porter (2015), ilustrații de Bruno Gibert